# Dumitru Iclănzan
Dumitru Iclănzan,(n. 1867, Iclănzel- d. 1971)  a fost un deputat în Marea Adunare Națională de la Alba Iulia, organismul legislativ reprezentativ al „tuturor românilor din Transilvania, Banat și Țara Ungurească”, cel care a adoptat hotărârea privind Unirea Transilvaniei cu România, la 1 decembrie 1918.

## Biografie
Dumitru Iclănzan s-a născut la Iclănzel. A fost fiul lui Andronic si Mariuca. Tatăl lui Dumitru a fost fiu de iobag înstărit rămas după abolirea iobagiei (1848).

### Studii
Dumitru Iclănzan a urmat școala primară a călugărilor franciscani din Târgu-Mureș, absolvind clasa a IV-a cu rezultate bune.

### Activitate politică
A fost unul dintre membrii Memorandiștilor din anul 1892-1894. La data de 6 februarie 1900 a fost ales primar al satului, iar la 24 martie 1907 adunarea populară de la Ludoș combate legea Appony. Și-a depus candidatura pentru Cercul electoral Luduș de Mureș din partea Partidului Țărănesc. La scrutinul din 1 iunie 1920 a fost ales deputat în Parlamentul României.